# Hélder Baptista
Hélder Manuel Elias Domingos Baptista (Torres Vedras, Lisboa, Portugal; 18 de agosto de 1972) es un exfutbolista portugués que jugaba en la posición de mediocampista.

## Trayectoria
Debutó el 2 de febrero de 1992 con el Torreense en un partido contra el equipo del FC Porto, el partido terminó empatado a ceros. Anotó su primer gol contra el Gil Vicente Futebol Clube el 11 de abril de 1992, el resultado final fue de 2-1 a favor del Gil Vicente.
En 1997 Hélder ganó la Copa de Portugal y la Supercopa de Portugal, sus primeros campeonatos como futbolista profesional cuando jugaba para el Boavista.

## Clubes

### Como jugador
| Club                | País     | Año         |
| ------------------- | -------- | ----------- |
| Torreense           | Portugal | 1986 - 1992 |
| Farense             | Portugal | 1992 - 1993 |
| Torreense           | Portugal | 1993 - 1994 |
| Braga               | Portugal | 1994 - 1995 |
| Boavista            | Portugal | 1995 - 1998 |
| París Saint-Germain | Francia  | 1999        |
| Rayo Vallecano      | España   | 1999 - 2004 |
| Torreense           | Portugal | 2004 - 2006 |

### Como entrenador
| Club          | País     | Año              |
| ------------- | -------- | ---------------- |
| Leiria        | Portugal | 2011             |
| CD Nacional   | Portugal | 2011 - 2012      |
| Santos Laguna | México   | 2013 - 2015      |
| Cruz Azul     | México   | 2017 -Actualidad |

## Palmarés
| Título                | Club     | País     | Año  |
| --------------------- | -------- | -------- | ---- |
| Copa de Portugal      | Boavista | Portugal | 1997 |
| Supercopa de Portugal | Boavista | Portugal | 1997 |